# Stigmella johannis
Stigmella johannis là một loài bướm đêm thuộc họ Nepticulidae. Nó được miêu tả bởi Zeller năm 1877, và được tìm thấy ở Colombia.